# Adam Putnam

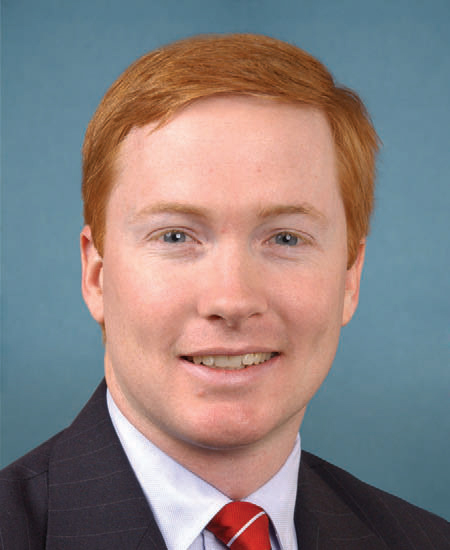
Adam Putnam (2009)

Adam H. Putnam (* 31. Juli 1974 in Bartow, Florida) ist ein US-amerikanischer Politiker. Zwischen 2001 und 2011 vertrat er den Bundesstaat Florida im US-Repräsentantenhaus. Seit 2011 ist er Landwirtschaftsminister Floridas. 2018 bewarb er sich erfolglos um die Nominierung als Gouverneur seines Bundesstaats.

## Werdegang
Adam Putnam besuchte die Bartow High School und studierte bis 1995 an der University of Florida in Gainesville. Danach arbeitete er als Farmer und Rancher. Politisch wurde er Mitglied der Republikanischen Partei. Zwischen 1996 und 2001 saß er als Abgeordneter im Repräsentantenhaus von Florida.
Bei den Kongresswahlen des Jahres 2000 wurde Putnam im zwölften Wahlbezirk von Florida in das US-Repräsentantenhaus in Washington, D.C. gewählt, wo er am 3. Januar 2001 die Nachfolge von Charles T. Canady antrat. Nach vier Wiederwahlen konnte er sein Mandat bis zum 3. Januar 2011 ausüben. Putnam war Mitglied im Finanzausschuss und in zwei von dessen Unterausschüssen. Bei seinem Amtsantritt im Januar 2001 war er der jüngste Kongressabgeordnete. In seine Zeit als Kongressabgeordneter fielen die Terroranschläge am 11. September 2001 und der Irakkrieg sowie der Militäreinsatz in Afghanistan. Von 2006 bis 2007 leitete er das House Republican Policy Committee; danach fungierte er als Vorsitzender der House Republican Conference von 2007 bis 2009 und war somit der dritthöchste Republikaner nach dem republikanischen Minderheitsführer John Boehner und dem republikanischen Minderheitswhip Roy Blunt. Sein Nachfolger in diesem Amt war der spätere Vizepräsident der Vereinigten Staaten Mike Pence. 
Im Jahr 2010 wurde Adam Putnam als Nachfolger von Charles H. Bronson zum Landwirtschaftsminister (Commissioner of Agriculture) von Florida gewählt. Dieses Amt übernahm er unmittelbar nach seinem Ausscheiden aus dem Kongress.
Für die Gouverneurswahl 2018 in Florida bewarb sich Putnam um die Nominierung als Kandidat der Republikaner, unterlag aber in der Vorwahl seiner Partei dem von Präsident Donald Trump unterstützten Kongressabgeordneten Ron DeSantis.